# Guido Jellersitz
Guido Jellersitz fue un deportista austrohúngaro que compitió en remo como timonel. Ganó una medalla de bronce en el Campeonato Europeo de Remo de 1894, en la prueba de cuatro con timonel.

## Palmarés internacional
| Representando a Trieste |                 |                   |                    |
| Campeonato Europeo      |                 |                   |                    |
| Año                     | Lugar           | Medalla           | Prueba             |
| 1894                    | Mâcon (Francia) | Medalla de bronce | Cuatro con timonel |